# Liste der Biografien/Fos
Liste der Biografien |
Portal Biografien |
Personensuche
# |
A |
B |
C |
D |
E |
F |
G |
H |
I |
J |
K |
L |
M |
N |
O |
P |
Q |
R |
S |
T |
U |
V |
W |
X |
Y |
Z |
?
 
Fa |
Fe |
Ff |
Fh |
Fi |
Fj |
Fk |
Fl |
Fm |
Fn |
Fo |
Fr |
Ft |
Fu |
Fy
 
Foa |
Fob |
Foc |
Fod |
Foe |
Fof |
Fog |
Foh |
Foi |
Foj |
Fok |
Fol |
Fom |
Fon |
Foo |
Fop |
For |
Fos |
Fot |
Fou |
Fov |
Fow |
Fox |
Foy |
Foz
Die Liste der Biografien führt alle Personen auf, die in der deutschsprachigen Wikipedia einen Artikel haben. Dieses ist eine Teilliste mit 310 Einträgen von Personen, deren Namen mit den Buchstaben „Fos“ beginnt.

## Fos

### Fosb
- Fosberg, Francis Raymond (1908–1993), US-amerikanischer Botaniker
- Fosbury, Dick (1947–2023), US-amerikanischer HochspringerDick Fosbury (1947–2023)

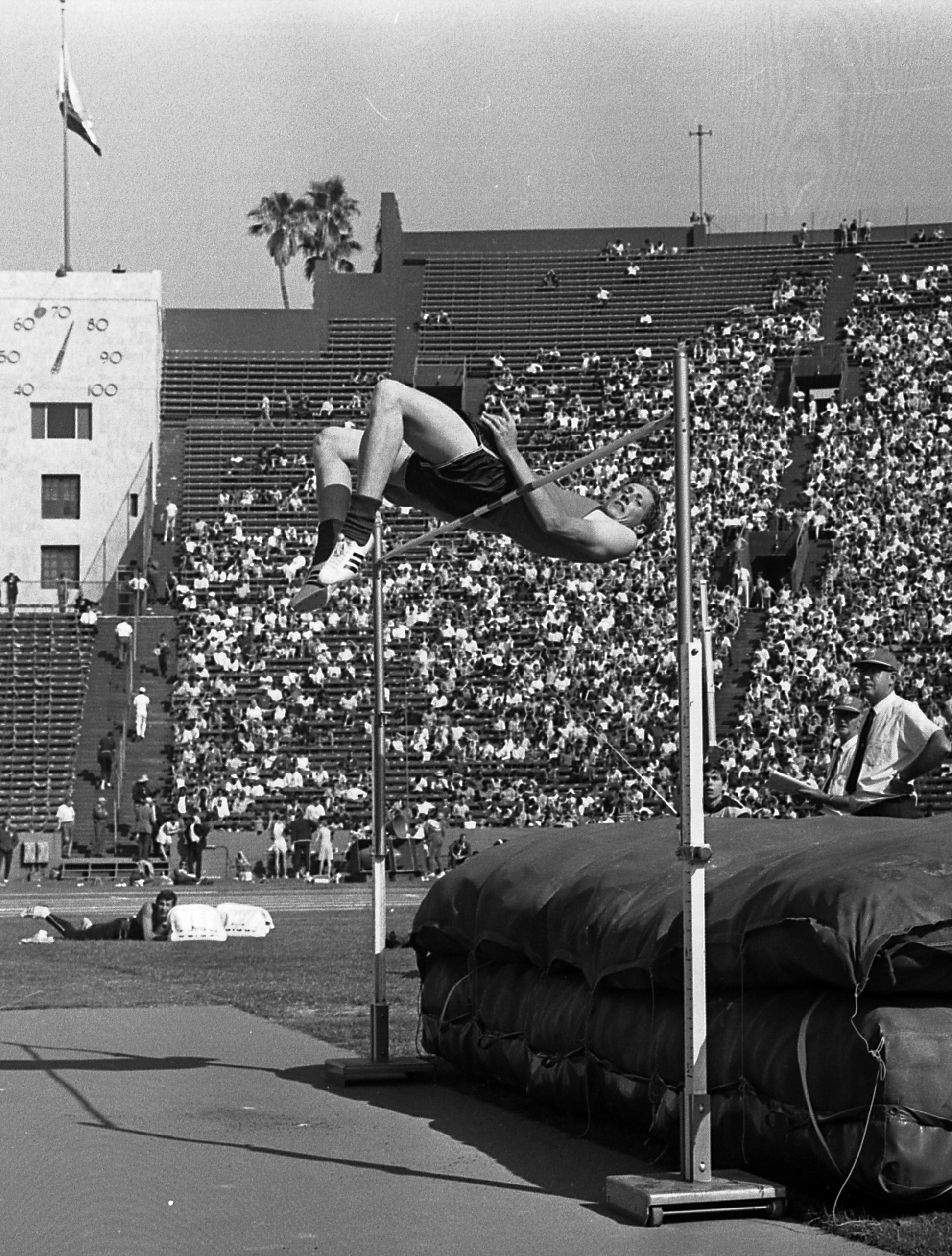
Dick Fosbury (1947–2023)

### Fosc
- Fosca, François (1881–1980), Schweizer Maler, Illustrator, Schriftsteller und Autor
- Foscari, Adriano (1904–1980), italienischer Marineoffizier
- Foscari, Francesco (1373–1457), Doge von Venedig (1423–1457)
- Foscari, Pietro († 1485), italienischer Geistlicher
- Foscarini, Antonio (1570–1622), venezianischer Adliger und Botschafter
- Foscarini, Claudio (* 1958), italienischer Fußballspieler und -trainer
- Foscarini, Giovanni Paolo, italienischer Komponist, Gitarrist und Musiktheoretiker
- Foscarini, Marco (1696–1763), Doge von Venedig (1762–1763)
- Foscarini, Paolo Antonio (1565–1616), italienischer Theologe und Astronom
- Foscarini, Sebastiano (1718–1785), venezianischer Diplomat und Reformer
- Foschepoth, Josef (* 1947), deutscher Historiker
- Foschi, Ivan (* 1973), san-marinesischer Politiker
- Foschia, Jacques (* 1960), belgischer Improvisationsmusiker
- Foschini, Antonio (1741–1813), italienischer Architekt
- Foschini, Gerard J. (1940–2023), US-amerikanischer Nachrichtentechniker
- Foschum, Hans (1906–1956), böhmisch-österreichischer Architekt
- Fosco, Angelotto (1378–1444), italienischer Geistlicher, Bischof und Kardinal der Römischen Kirche
- Foscolo, Daulo Augusto (1785–1860), italienischer Geistlicher
- Foscolo, Ugo (1778–1827), italienischer DichterUgo Foscolo (1778–1827)

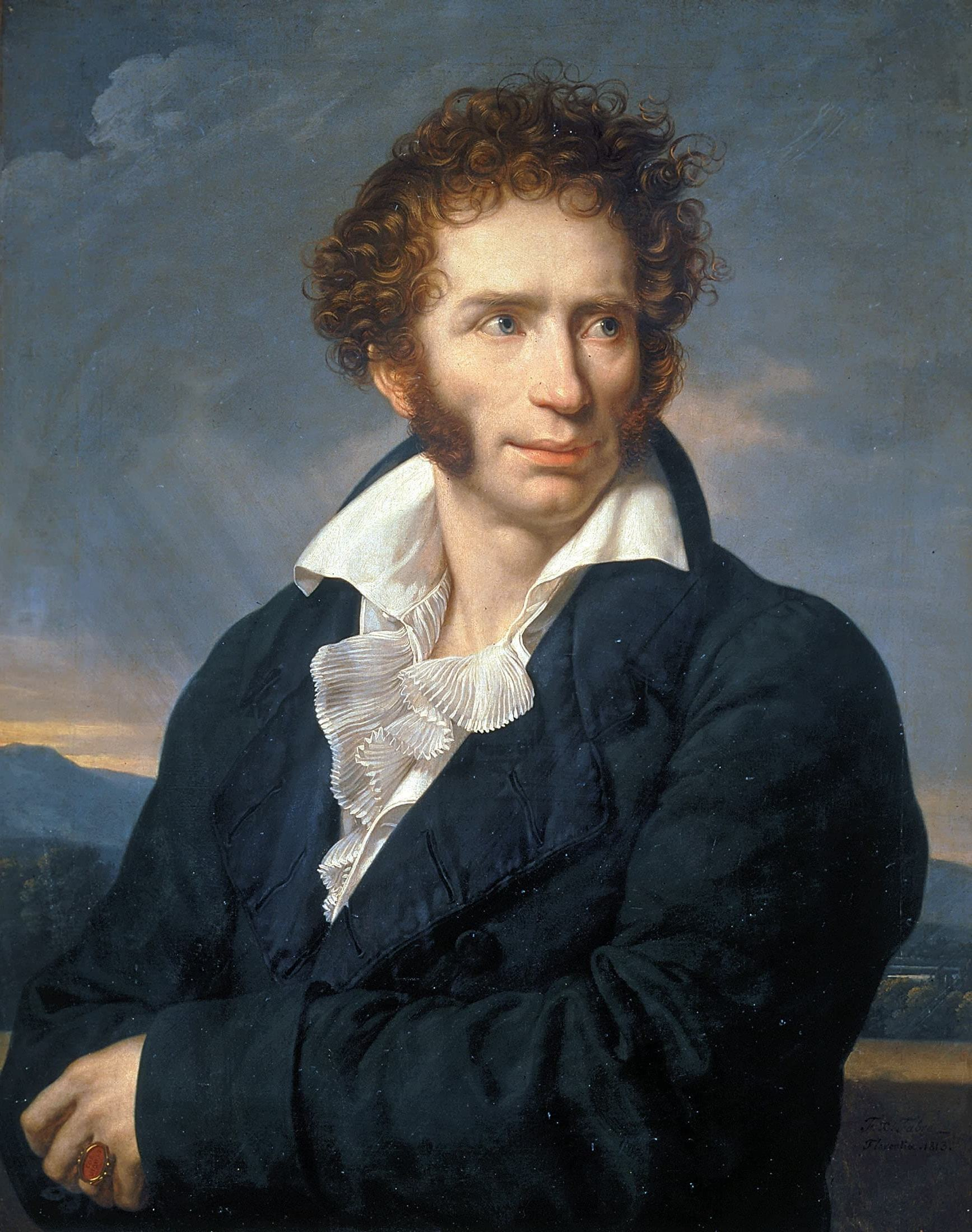
Ugo Foscolo (1778–1827)

- Foscolos, Anthony E. (* 1930), griechischer Geologe

### Fosd
- Fosdick, Dudley (1902–1957), US-amerikanischer Jazzmusiker
- Fosdick, Harry Emerson (1878–1969), amerikanischer ökumenischer Geistlicher, baptistischer Theologe und Autor
- Fosdick, Nicoll (1785–1868), US-amerikanischer Politiker

### Fose
- Foser, Gabriel (* 2002), liechtensteinischer Fussballspieler
- Foser, Markus (* 1968), liechtensteinischer Skirennläufer
- Foser, Pascal (* 1992), liechtensteinischer Fussballspieler

### Fosf
- Fosforito (* 1932), spanischer Flamenco-Sänger
- Fosforoğlu, Seren (* 1976), türkische Schauspielerin und Regisseurin

### Fosg
- Fosgt, Santiago (* 1986), argentinischer Fußballspieler

### Fosh
- Fosh, Max (* 1995), britischer Youtuber und ComedianMax Fosh (* 1995)

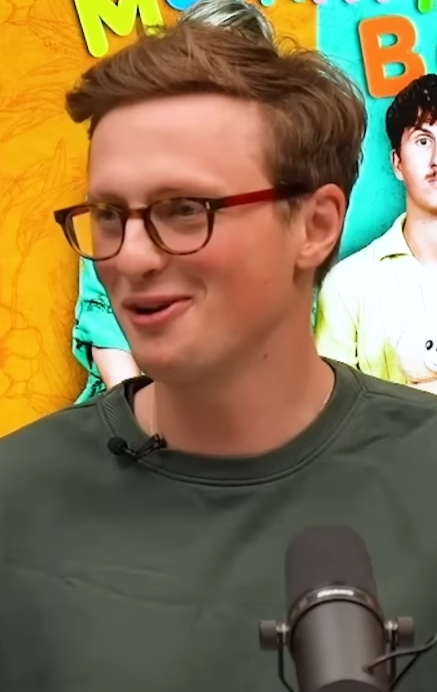
Max Fosh (* 1995)

- Foshaug, Nils-Ole (* 1970), norwegischer Politiker
- Fosheim, Minken (1956–2018), norwegische Schauspielerin und Kinderbuchautorin

### Fosk
- Foskett, Jeffrey (1956–2023), US-amerikanischer Gitarrist, Komponist und Sänger
- Foskett, Tobias (* 1975), australischer Dirigent
- Foskolos, Nikolaos (* 1936), griechischer Geistlicher, römisch-katholischer Erzbischof von Athen

### Fosl
- Fösleitner, Germana (* 1941), oberösterreichische Politikerin (ÖVP), Landtagsabgeordnete, Bundesrätin
- Foslius Flaccinator, Marcus, römischer Konsul 318 v. Chr.

### Fosn
- Fosnæs, Kristin Austgulen (* 2000), norwegische Skilangläuferin

### Foss
- Foss Solevåg, Sebastian (* 1991), norwegischer Skirennläufer
- Foss, Chris (* 1946), englischer Illustrator, Maler und Grafiker
- Foss, Christopher F. (* 1946), britischer Sachbuchautor
- Foss, Eugene (1858–1939), US-amerikanischer Politiker
- Foss, Frank (1895–1989), US-amerikanischer Leichtathlet
- Foss, Frank H. (1865–1947), US-amerikanischer Politiker
- Foss, Fred (1949–2019), US-amerikanischer Jazzmusiker (Saxophone, Flöte)
- Foss, George Edmund (1863–1936), US-amerikanischer Politiker
- Foss, Hugh (1902–1971), britischer Kryptoanalytiker
- Foss, Ingunn (* 1960), norwegische Politikerin
- Foss, Joe (1915–2003), US-amerikanischer Politiker
- Foss, John (1936–2023), US-amerikanischer Jazz- und Sessionmusiker (Trompete)
- Foss, John W. (1933–2020), US-amerikanischer Militär, General der US Army
- Foss, Jonathan (* 2004), dänischer Fußballspieler
- Foss, Kristian Bang (* 1977), dänischer Schriftsteller
- Foss, Lukas (1922–2009), US-amerikanischer Komponist und Dirigent
- Foss, Max (1850–1939), deutscher Konteradmiral der Kaiserlichen Marine und Schriftsteller
- Foss, Per-Kristian (* 1950), norwegischer Politiker, Mitglied des Storting
- Foss, Tobias (* 1997), norwegischer RadrennfahrerTobias Foss (* 1997)

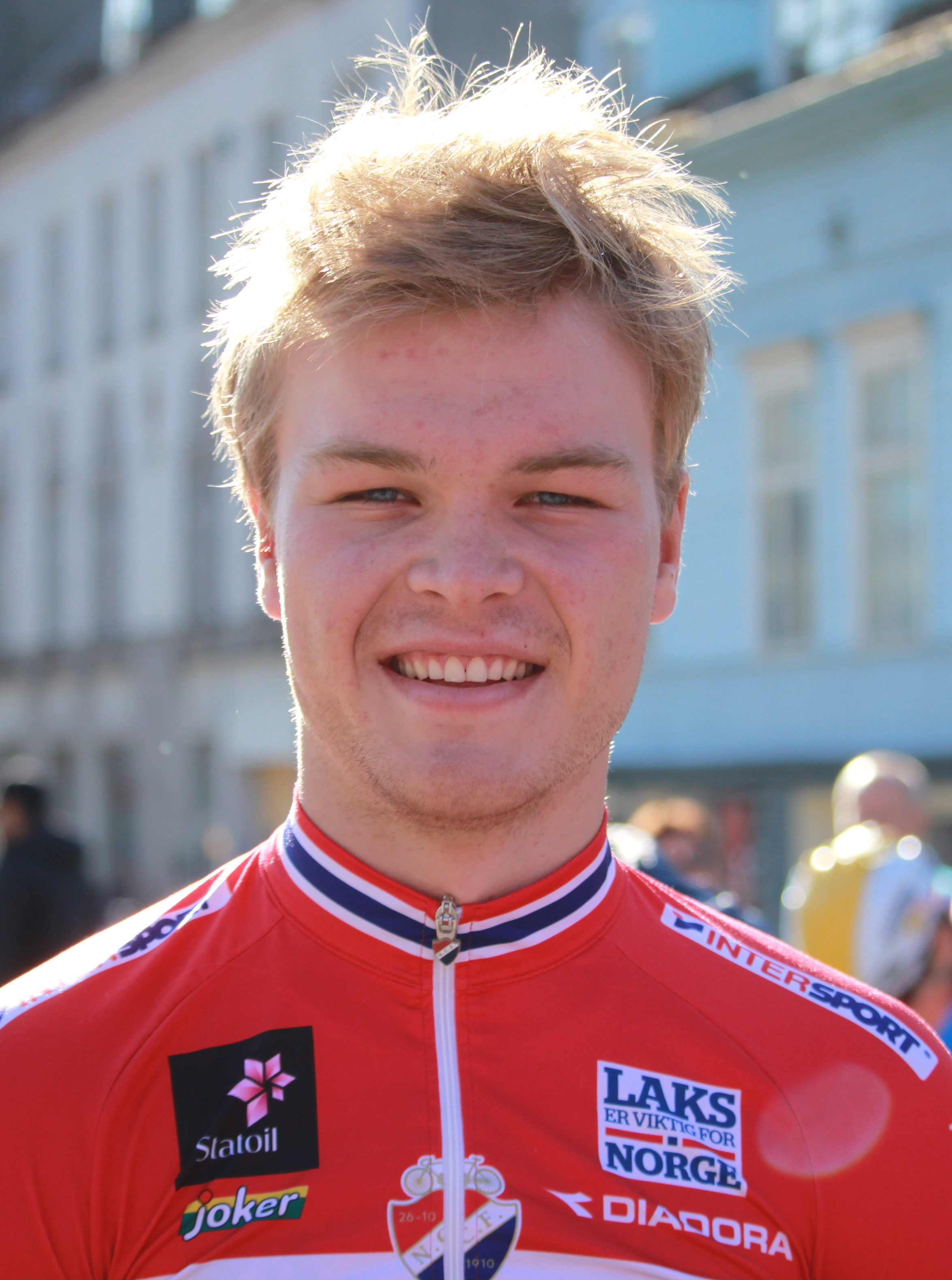
Tobias Foss (* 1997)

- Foss, Wenche (1917–2011), norwegische Schauspielerin und Sängerin
- Fossa Calderón, Julio (1874–1946), chilenischer Maler
- Fossa Huergo, Nicole (* 1995), italienische Tennisspielerin
- Fossa, Felix (1656–1725), Theatiner-Propst in Salzburg, Schriftsteller
- Fossa, François de (1775–1849), französischer Offizier, Komponist und Gitarrist
- Fossali, Ludovico (* 1997), italienischer Sportkletterer
- Fossard, Marc (1912–2007), französischer Kameramann
- Fossati, Davide Antonio (1708–1795), italienischer Kupferstecher und Maler Schweizer Herkunft
- Fossati, Gaspare (1809–1883), Tessiner Architekt
- Fossati, Giuseppe (1759–1810), schweizerisch-venezianischer Jurist, Autor und Übersetzer
- Fossati, Ivano (* 1951), italienischer Cantautore (Liedermacher) und Rockmusiker
- Fossati, Jorge (* 1952), uruguayischer Fußballspieler und Fußballtrainer
- Fossati, Maurilio (1876–1965), italienischer Geistlicher, Erzbischof und Kardinal
- Fossati, Pietro (1905–1945), italienischer Radrennfahrer
- Fossati, Virgilio (1891–1916), italienischer Fußballspieler
- Fossato, Sante (* 1956), italienischer Radrennfahrer
- Fosse, Bob (1927–1987), US-amerikanischer Choreograf und Regisseur
- Fosse, Jon (* 1959), norwegischer Schriftsteller und DramatikerJon Fosse (* 1959)

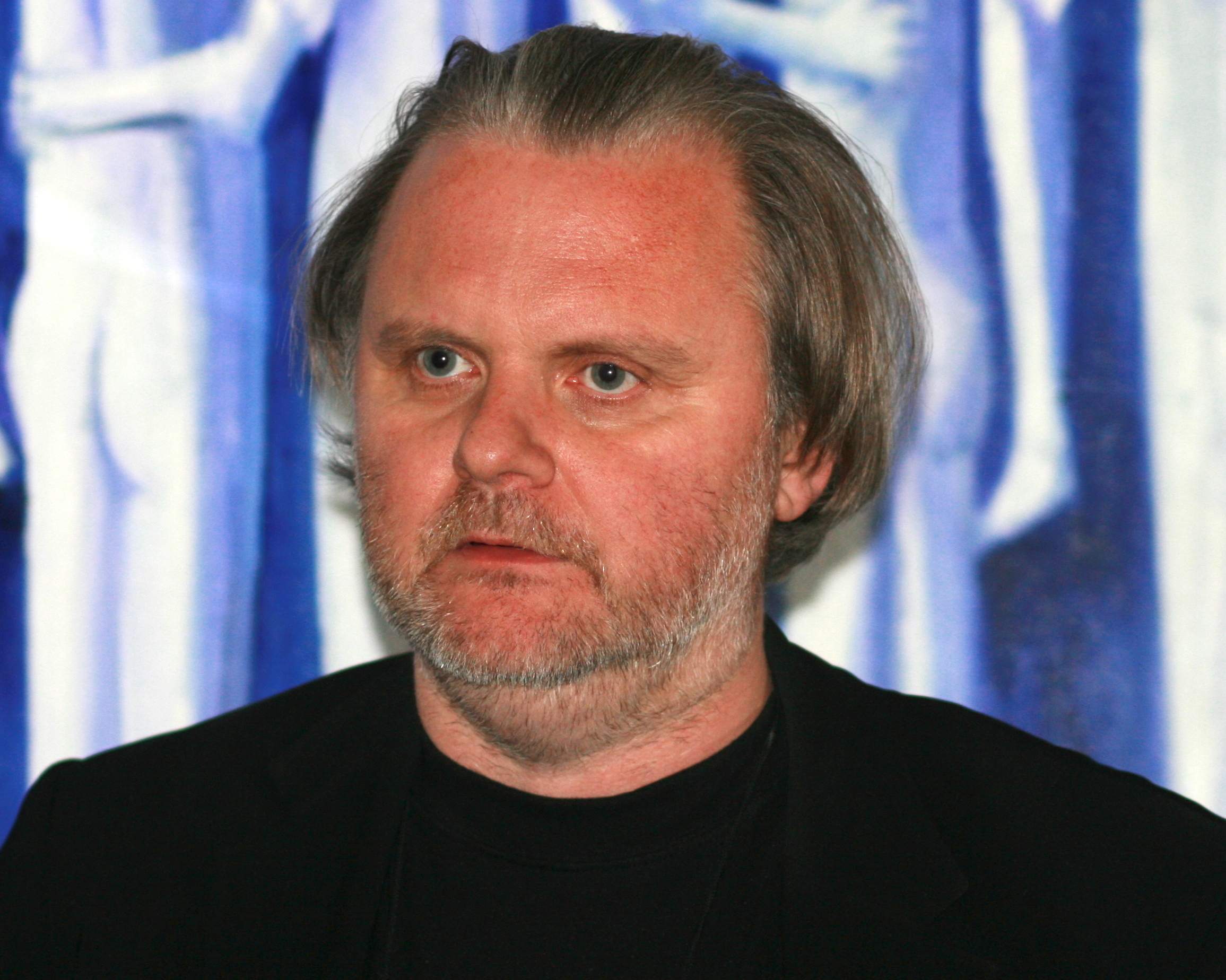
Jon Fosse (* 1959)

- Fosseide, Magnar (1913–1983), norwegischer Skisportler
- Fößel, Amalie (* 1960), deutsche Historikerin
- Fossel, Marta Elisabet (1880–1965), österreichische Graphikerin, Illustratorin und Malerin
- Fößel, Thomas Peter (* 1968), deutscher katholischer Fundamentaltheologe und Hochschullehrer
- Fossella, Vito (* 1965), US-amerikanischer Politiker
- Fossen, Lene Marie (1986–2019), norwegische Fotografin, welche Zeitlebens an Magersucht litt
- Fossen-Mikkelsplass, Hildegunn (* 1969), norwegische Biathletin
- Fossesholm, Helene Marie (* 2001), norwegische Skilangläuferin
- Fosset, Charles (1910–1989), französischer Fußballspieler und -trainer
- Fosset, Marc (1949–2020), französischer Jazzgitarrist
- Fossett, Steve (1944–2007), US-amerikanischer Flugpionier und RegattaseglerSteve Fossett (1944–2007)

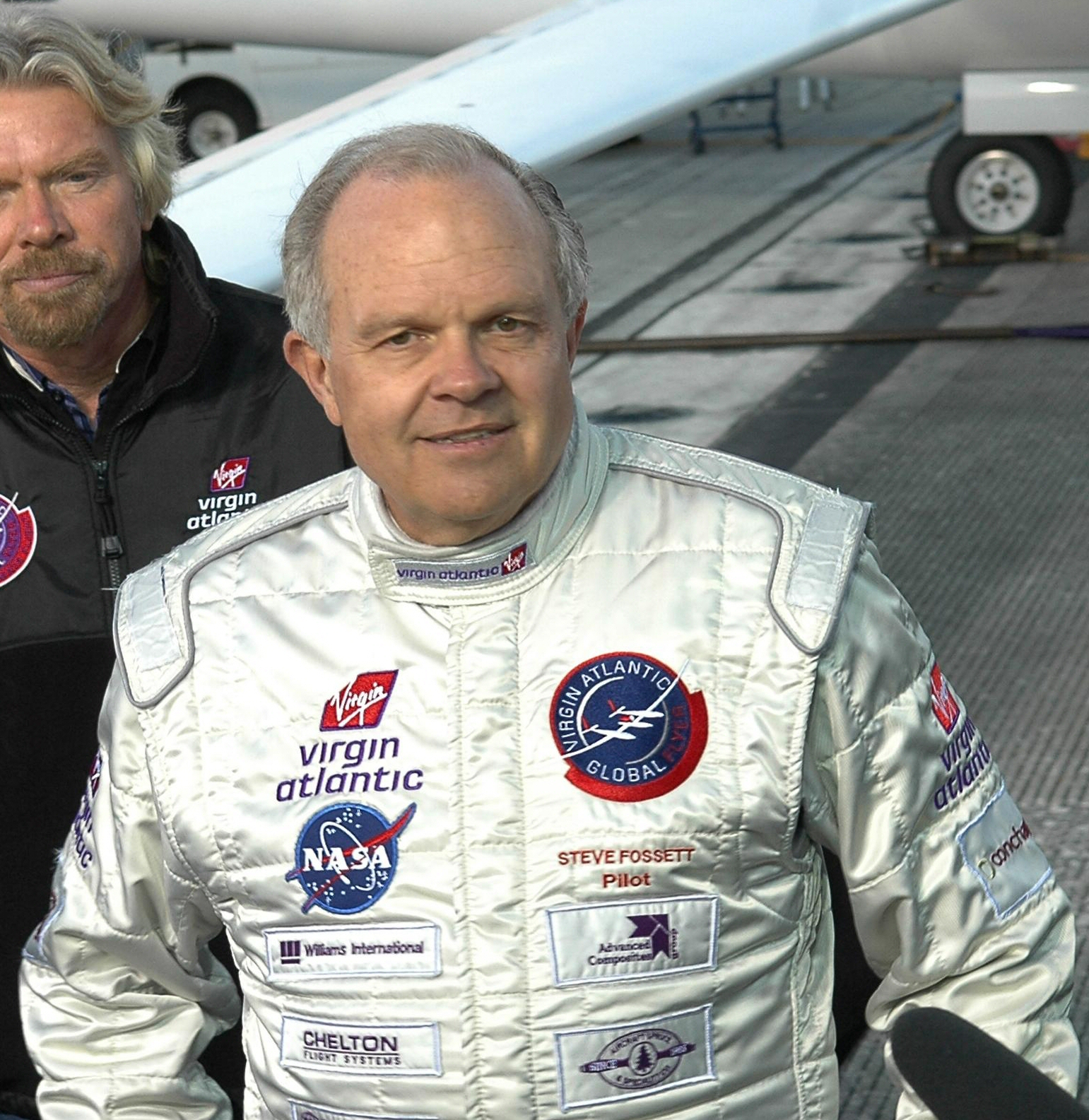
Steve Fossett (1944–2007)

- Fossetta, Charlotte (1777–1856), deutsche Schauspielerin
- Fossey, Brigitte (* 1946), französische Schauspielerin
- Fossey, Charles (1869–1946), französischer Assyriologe
- Fossey, Dian (* 1932), US-amerikanische Zoologin und Verhaltensforscherin
- Foßhag, Adam (1879–1956), deutscher Lehrer und Heimatforscher
- Fosshag, Bengt (* 1940), deutscher Grafikdesigner und Illustrator
- Fosshaug, Per (* 1965), schwedischer Bandyspieler und -trainer
- Fossi, Dario (* 1981), italienisch-deutscher Fußballtrainer
- Fossi, Francesco (* 1988), italienischer Ruderer
- Fossin, Jean-Baptiste (1786–1848), französischer Gold- und Silberschmied
- Fossli, Sondre Turvoll (* 1993), norwegischer Skilangläufer
- Fößmeier, Reinhard (1955–2024), deutscher Mathematiker und Informatiker
- Fossmo, Cathrine (* 1994), norwegische Badmintonspielerin
- Fosso, Arsène Fokou (* 1983), kamerunischer Boxer
- Fosso, Ryan (* 2002), Schweizer Fussballspieler
- Fossombroni, Vittorio (1754–1844), italienischer Staatsmann und Mathematiker
- Fossoul, Alain (1928–2012), belgischer Fußballspieler
- Fossum, Egil (* 1951), norwegischer Gospelmusiker, Komponist, Chorleiter von Chorlight und Gründer des Festivalreihe GoGospel
- Fossum, Eric (* 1957), US-amerikanischer Elektroingenieur
- Fossum, Iver (* 1996), norwegischer Fußballspieler
- Fossum, Johanna (* 2003), norwegische Handballspielerin
- Fossum, John Erik (* 1956), norwegischer Staatswissenschaftler und Hochschullehrer
- Fossum, Karin (* 1954), norwegische Schriftstellerin
- Fossum, Michael E. (* 1957), US-amerikanischer Astronaut
- Fossum, Per (1910–2004), norwegischer Skirennläufer und Nordischer Kombinierer
- Fossum, Theresa Welch (* 1957), US-amerikanische Tierärztin und Hochschullehrerin

### Fost
- Föst, Daniel (* 1976), deutscher Politiker (PDP), MdB
- Föst, Reinhold (1956–2014), deutscher Maler und Objektkünstler
- Föste, Jörg (* 1960), deutscher Unternehmer und Handballfunktionär
- Foster, A. Lawrence (1802–1877), US-amerikanischer Jurist und Politiker
- Foster, Abiel (1735–1806), US-amerikanischer Politiker
- Foster, Addison G. (1837–1917), US-amerikanischer Politiker

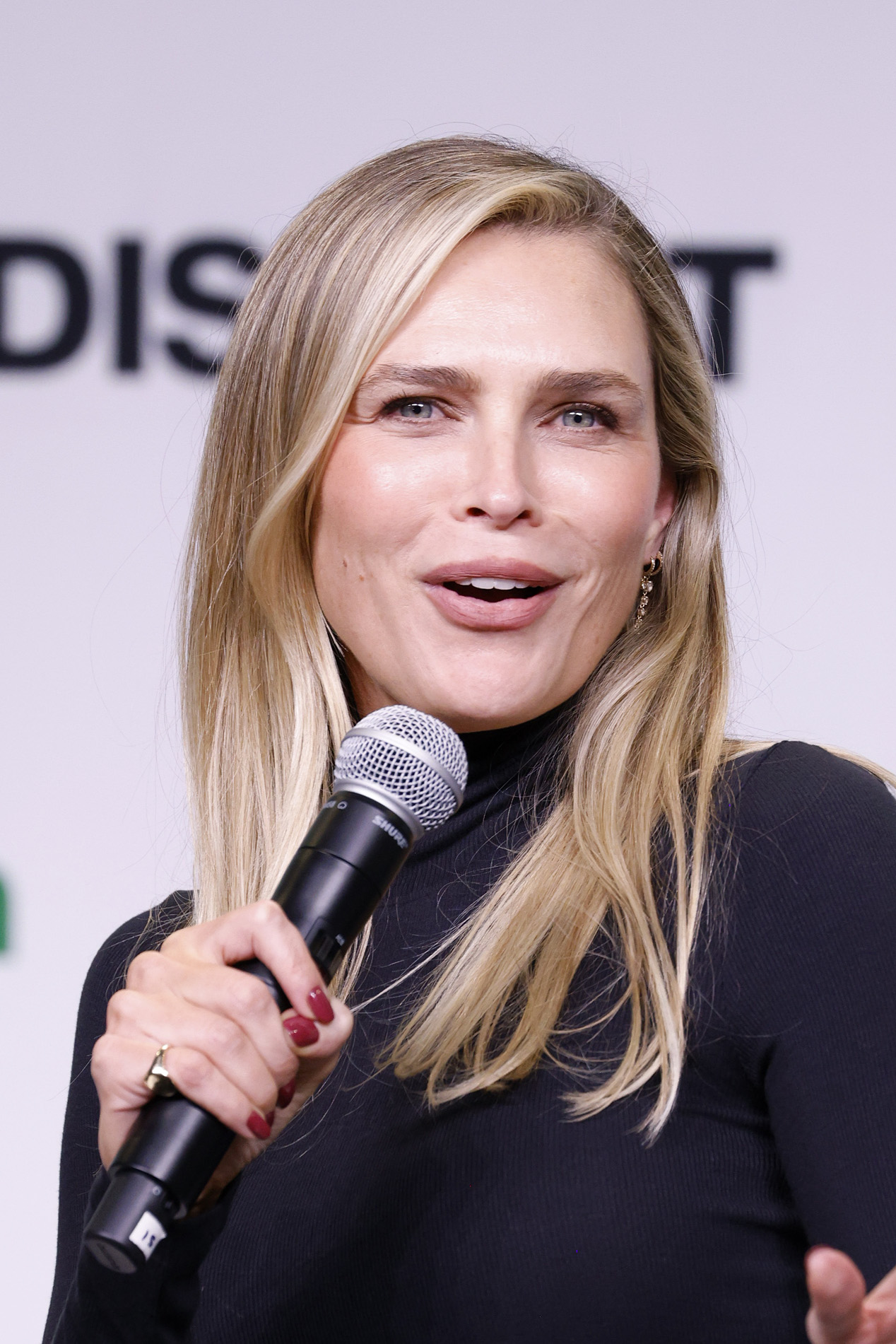
Sara Foster (* 1981)

- Foster, Adrian (* 1982), kanadischer Eishockeyspieler
- Foster, Al (1943–2025), amerikanischer Jazz-Schlagzeuger
- Foster, Alan Dean (* 1946), US-amerikanischer SF- und Fantasy-SchriftstellerAlan Dean Foster (* 1946)

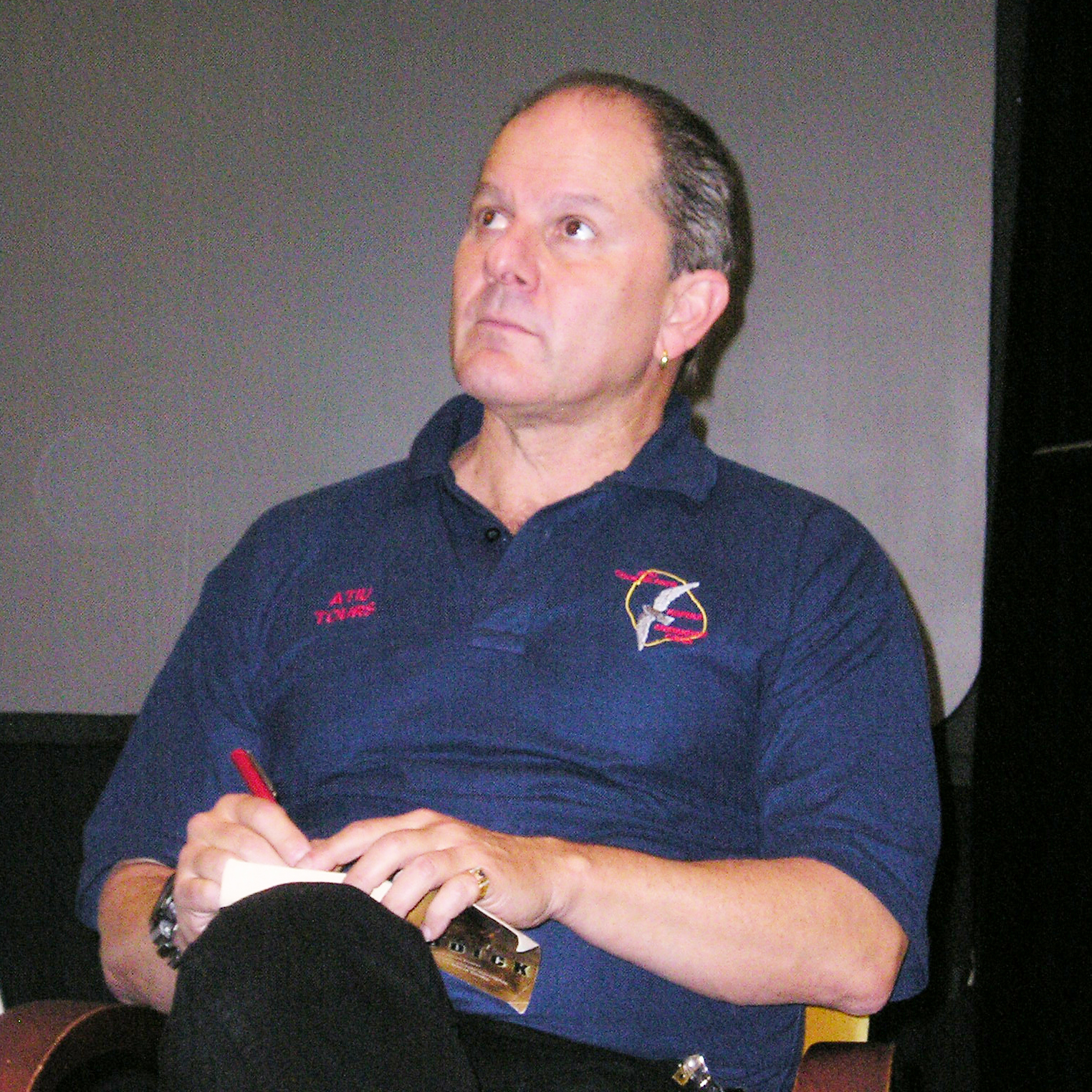
Alan Dean Foster (* 1946)

- Foster, Alex (* 1953), amerikanischer Jazzmusiker
- Foster, Alex (* 1984), US-amerikanischer Eishockeyspieler
- Foster, Alex Henry (* 1989), kanadischer Sänger
- Foster, Alexander (* 1992), US-amerikanisch-deutscher Basketballspieler
- Föster, Alexandra (* 2002), deutsche Ruderin
- Foster, Andrea (* 1997), guyanische Mittelstreckenläuferin
- Foster, Andrew (* 1972), britischer Tennisspieler
- Foster, Andrew Jackson (1925–1987), amerikanischer christlicher Missionar in der Gehörlosenbildung
- Foster, Arian (* 1986), US-amerikanischer American-Football-Spieler
- Foster, Arlene (* 1970), nordirische Politikerin (DUP), Mitglied der Nordirlandversammlung
- Foster, Barry (1931–2002), britischer Schauspieler
- Foster, Ben (1852–1926), US-amerikanischer Maler
- Foster, Ben (* 1980), US-amerikanischer SchauspielerBen Foster (* 1980)

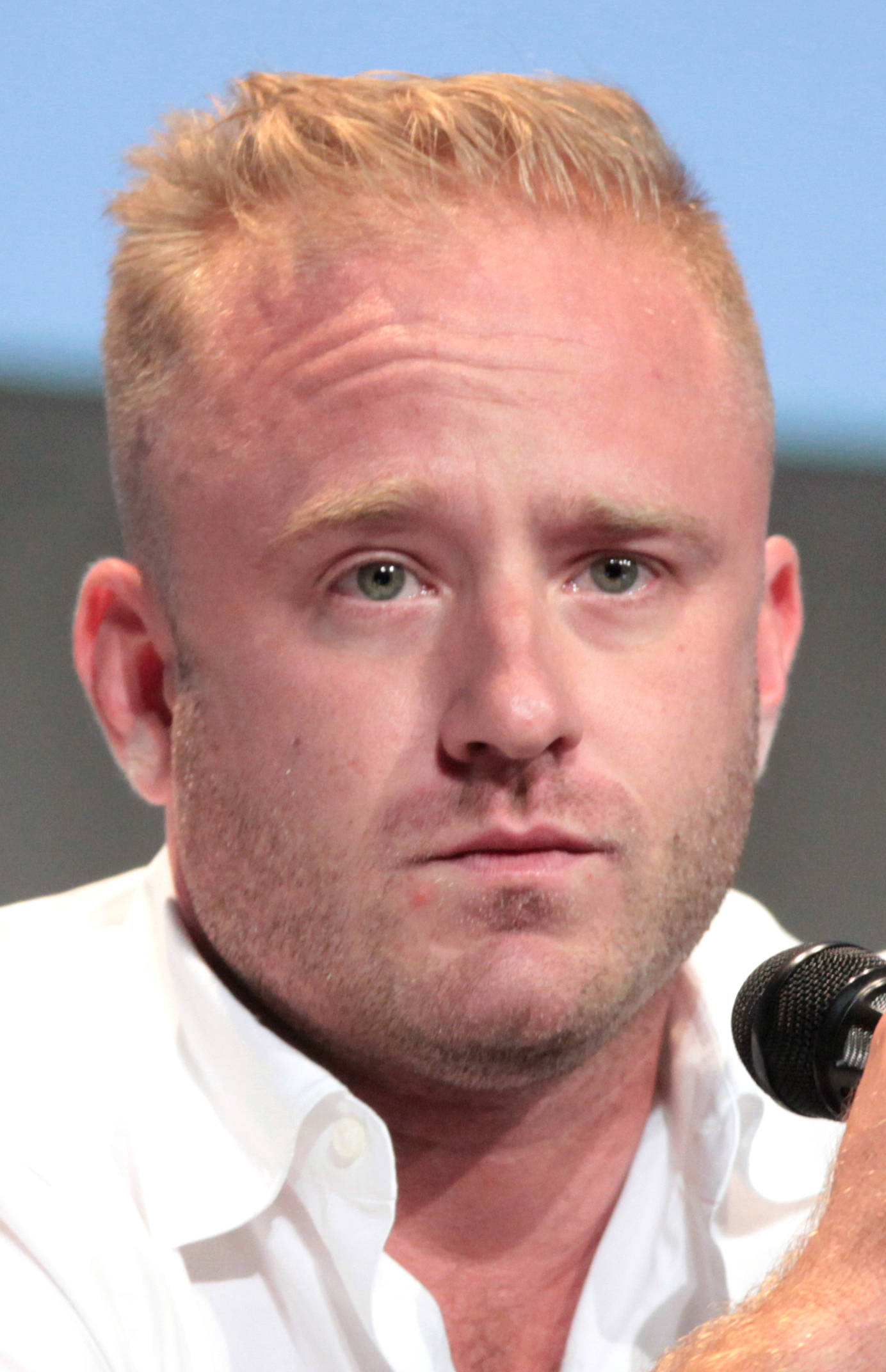
Ben Foster (* 1980)

- Foster, Ben (* 1983), englischer Fußballtorhüter
- Foster, Benjamin Oliver (1872–1938), US-amerikanischer Klassischer Philologe
- Foster, Bill (* 1955), US-amerikanischer Politiker
- Foster, Bob (1911–1982), britischer Motorradrennfahrer
- Foster, Bob (1938–2015), US-amerikanischer Boxer
- Foster, Bren (* 1976), australischer Schauspieler und Kampfsportler
- Foster, Brendan (* 1948), englischer Leichtathlet
- Foster, Brian (* 1954), britischer Physiker
- Foster, Carson (* 2001), US-amerikanischer Schwimmer
- Foster, Catherine (* 1975), britische Opernsängerin (Sopran)
- Foster, Charles (1828–1904), US-amerikanischer Politiker
- Foster, Charles (1953–2019), US-amerikanischer Hürdenläufer
- Foster, Cheryl (* 1980), walisische Fußballspielerin und -schiedsrichterin
- Foster, Christopher (* 1953), britischer Geistlicher, Bischof von Portsmouth, Mitglied des House of Lords
- Foster, Craig, südafrikanischer Filmemacher und Gründer der Non-Profit-Organisation Sea Change Project
- Foster, Craig (* 1969), australischer Fußballspieler
- Foster, Dave, US-amerikanischer Rockmusiker
- Foster, David (1929–2019), US-amerikanischer Filmproduzent
- Foster, David (* 1949), kanadischer Songwriter und ProduzentDavid Foster (* 1949)

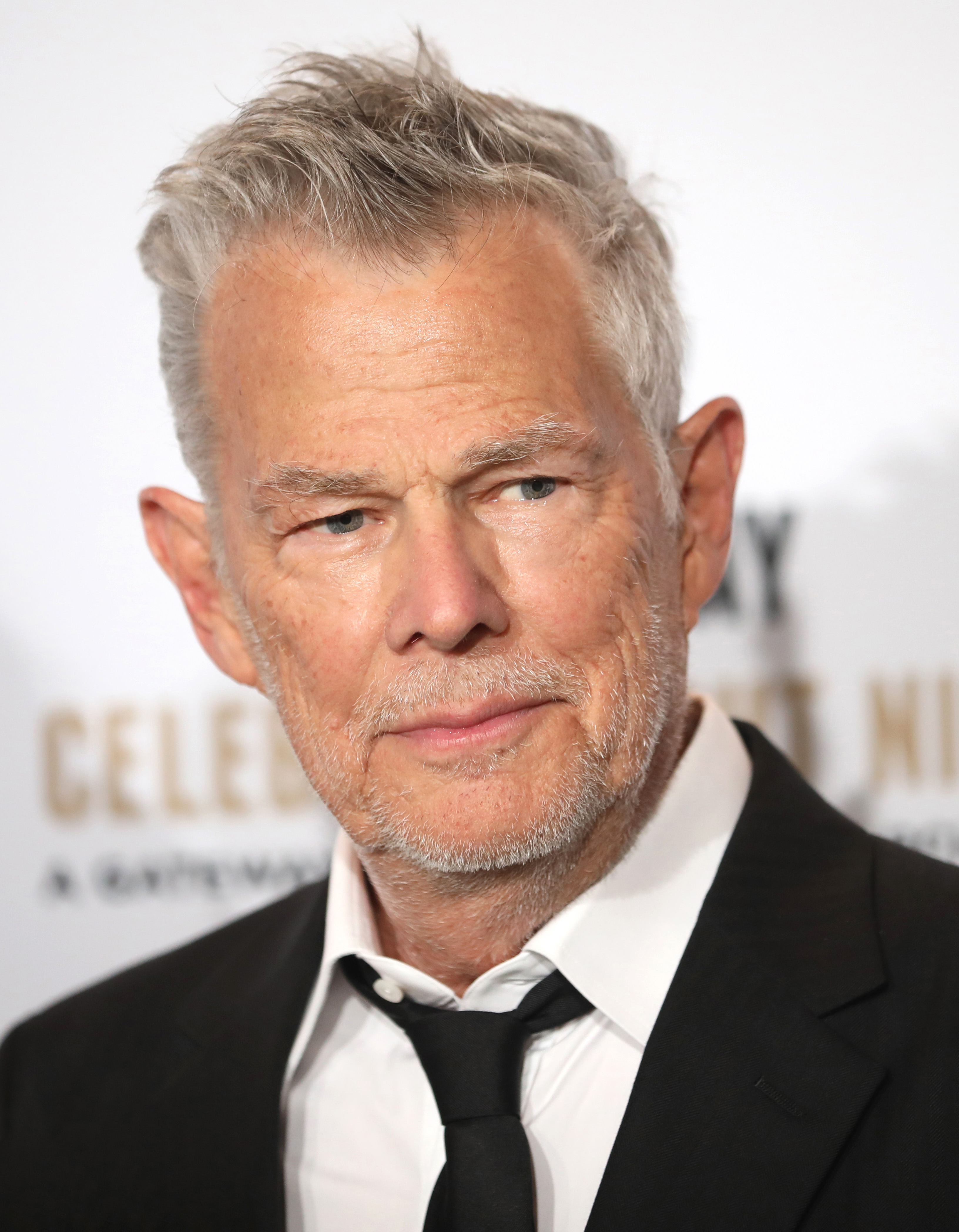
David Foster (* 1949)

- Foster, David J. (1857–1912), US-amerikanischer Politiker
- Foster, Defne Joy (1979–2011), türkisch-amerikanische Fernsehmoderatorin und SchauspielerinDefne Joy Foster (1979–2011)

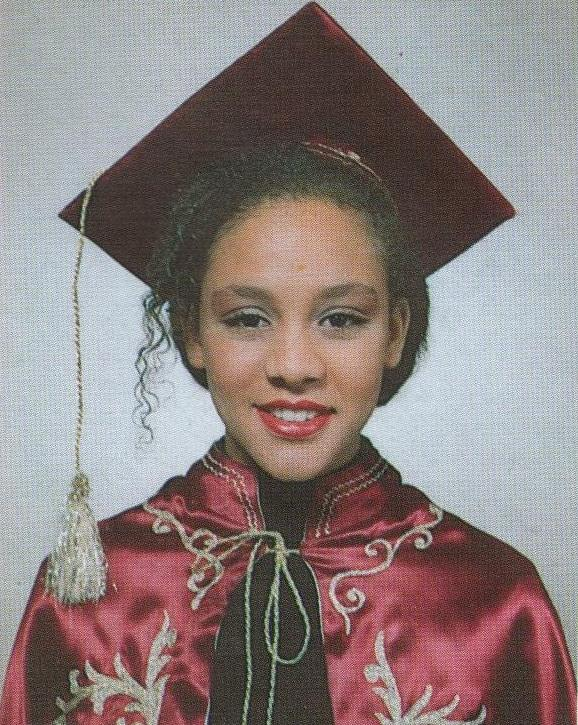
Defne Joy Foster (1979–2011)

- Foster, Derek, Baron Foster of Bishop Auckland (1937–2019), britischer Politiker, Mitglied des House of Commons
- Foster, Diane (1928–1999), kanadische Sprinterin
- Foster, Dianne (1928–2019), kanadische Schauspielerin
- Foster, Don, US-amerikanischer Produzent, Drehbuchautor und Unternehmensberater
- Foster, Dwight (1757–1823), US-amerikanischer Politiker (Föderalistische Partei)
- Foster, Dwight (1957–2025), kanadischer Eishockeyspieler
- Foster, Ephraim Hubbard (1794–1854), US-amerikanischer Politiker der Whig Party
- Foster, Eugie (1971–2014), US-amerikanische Science-Fiction-Autorin
- Foster, Frank (1928–2011), US-amerikanischer Jazz-Saxophonist und Komponist
- Foster, Frank (* 1982), US-amerikanischer Countrysänger
- Foster, Gary (* 1936), US-amerikanischer Jazzmusiker (Altsaxofonist, Flötist Klarinettist) des Modern Jazz
- Foster, George Carey (1835–1919), britischer Physiker
- Foster, George Eulas (1847–1931), kanadischer Politiker
- Foster, George Peter (1858–1928), US-amerikanischer Politiker
- Foster, Glen (1930–1999), US-amerikanischer Segler
- Foster, Gloria (1933–2001), US-amerikanische Schauspielerin
- Foster, Greg (1958–2023), US-amerikanischer Hürdenläufer
- Foster, Gwen (1903–1954), US-amerikanischer Old-Time-Musiker
- Foster, Hal (1892–1982), US-amerikanischer Comic-Autor und -Zeichner
- Foster, Hal (* 1955), US-amerikanischer Kunsthistoriker, Publizist und Kunstkritiker
- Foster, Hannah Webster (1758–1840), US-amerikanische Schriftstellerin
- Foster, Harold D. (1943–2009), britisch-kanadischer Geograph und Geomorphologe
- Foster, Harry (1898–1980), englischer Fußballspieler
- Foster, Henry (1796–1831), britischer Marineoffizier
- Foster, Henry A. (1800–1889), US-amerikanischer Jurist und Politiker
- Foster, Henry Donnel (1808–1880), US-amerikanischer Politiker
- Foster, Herbert Baldwin (1874–1906), US-amerikanischer Klassischer Philologe
- Foster, Herbert Wilson (1846–1929), britischer Maler, Zeichner und Porzellanmaler
- Foster, Herman (1928–1999), US-amerikanischer Jazzmusiker und Komponist
- Foster, Ian (* 1959), US-amerikanischer Informatiker
- Foster, Israel M. (1873–1950), US-amerikanischer Politiker
- Foster, Jack (1932–2004), neuseeländischer Marathonläufer britischer Herkunft
- Foster, Jacqueline (* 1947), britische Politikerin (Conservative Party), MdEP
- Foster, James (* 1874), englischer Fußballspieler
- Foster, James (* 1903), englischer Fußballspieler
- Foster, Jeannette Howard (1895–1981), US-amerikanische Autorin, Bibliothekarin und Hochschullehrerin
- Foster, Jeff (* 1977), US-amerikanischer Basketballspieler
- Foster, Je’Kel (* 1983), US-amerikanischer Basketballspieler
- Foster, Jimmy (1905–1969), britischer Eishockeytorwart
- Foster, Jodie (* 1962), US-amerikanische Schauspielerin, Filmregisseurin und ProduzentinJodie Foster (* 1962)

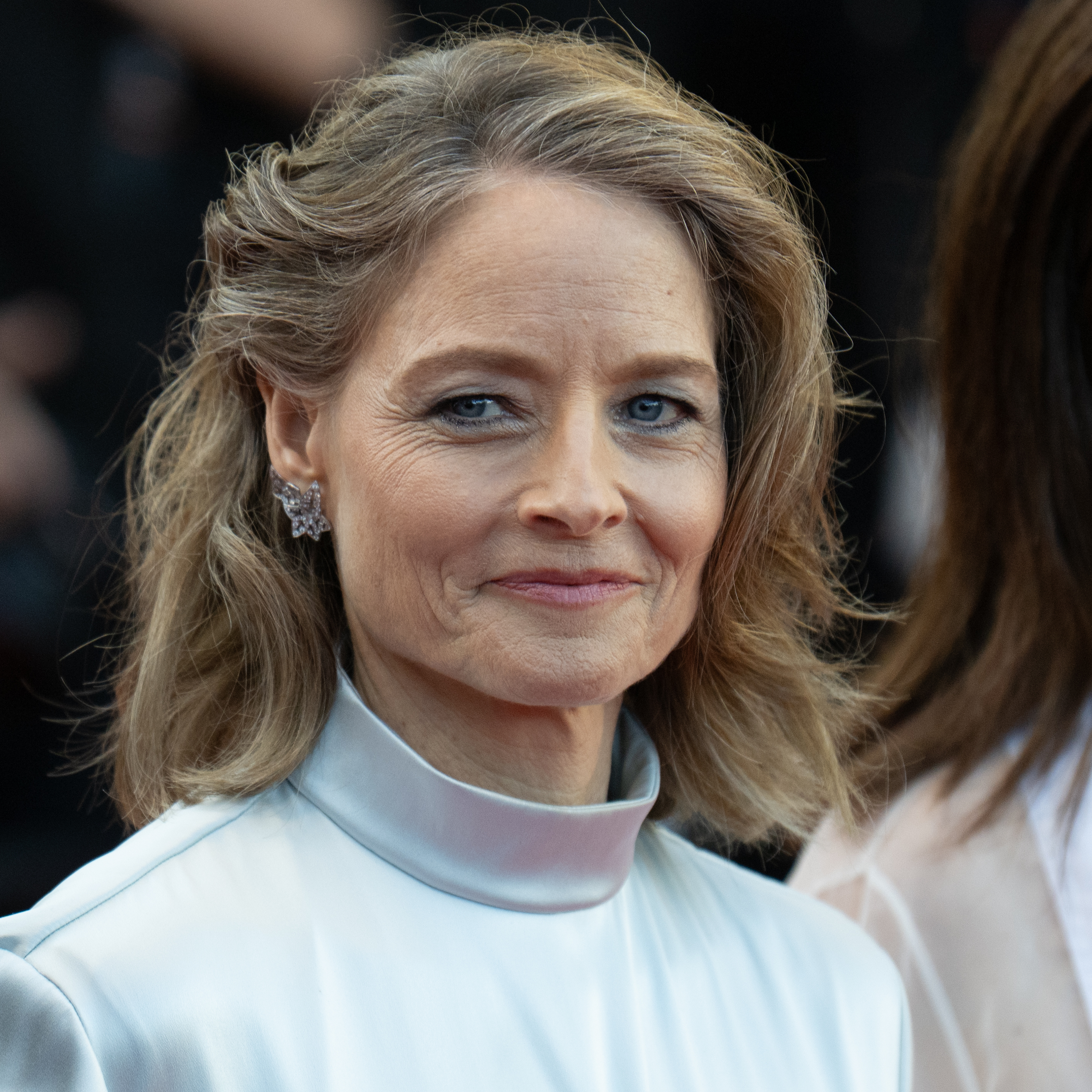
Jodie Foster (* 1962)

- Foster, Joe (* 1965), US-amerikanischer Autorennfahrer
- Foster, Joe (* 1976), australisch-amerikanischer Pornodarsteller
- Foster, John (1758–1827), britischer Architekt
- Foster, John (* 1938), US-amerikanischer Segler und Bobfahrer (Amerikanischen Jungferninseln)
- Foster, John Bellamy (* 1953), US-amerikanischer Journalist, Soziologe, Essayist und Ökosozialist
- Foster, John H. (1862–1917), US-amerikanischer Politiker
- Foster, John S. junior (1922–2025), kanadisch-US-amerikanischer Physiker
- Foster, John S. senior (1890–1964), kanadischer Physiker
- Foster, John W. (1836–1917), US-amerikanischer Politiker und Diplomat
- Foster, Jon (* 1984), US-amerikanischer SchauspielerJon Foster (* 1984)

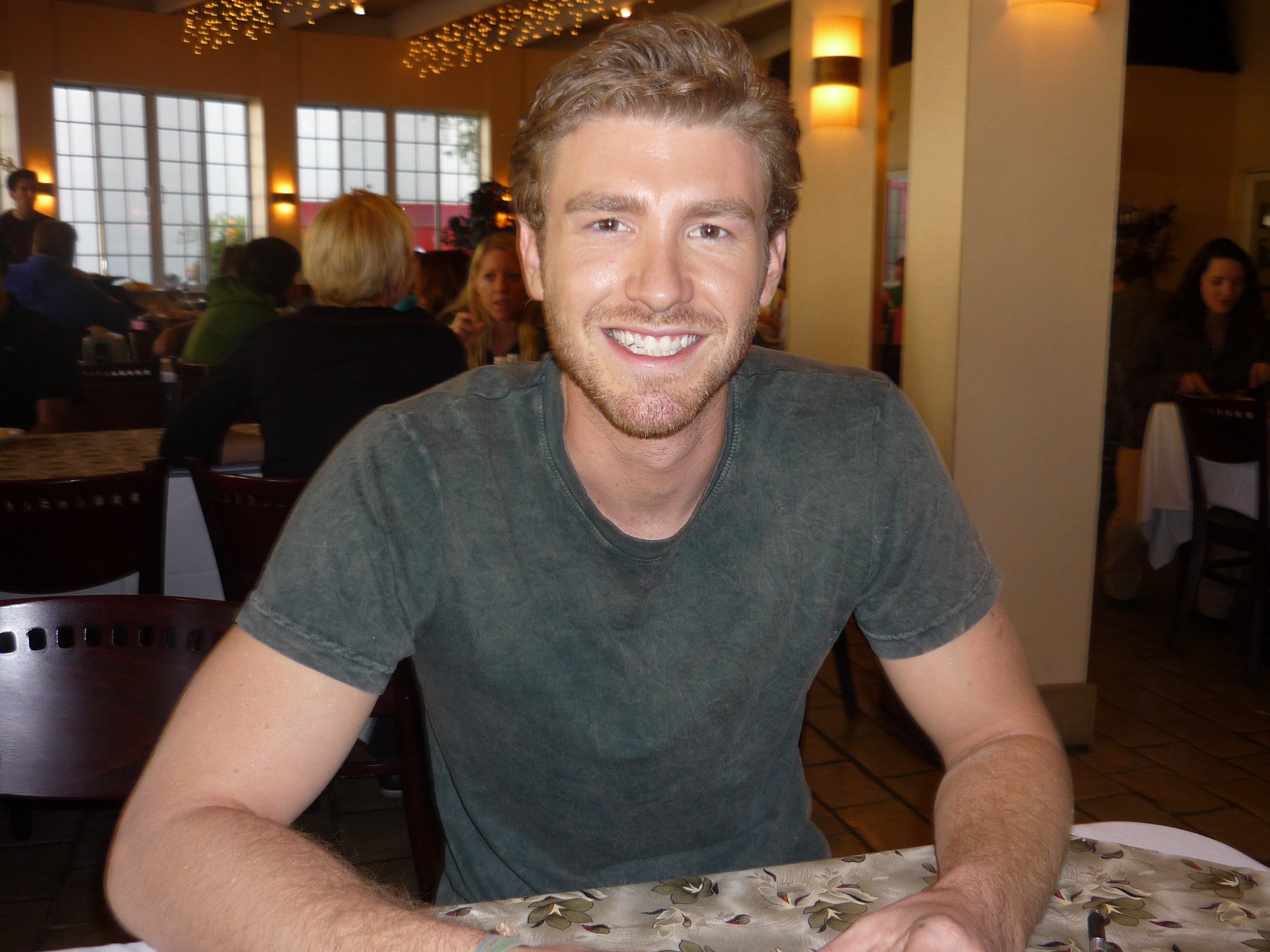
Jon Foster (* 1984)

- Föster, Karl (1915–2010), deutscher Regionalhistoriker, christlicher Funktionär
- Foster, Kat (* 1978), US-amerikanische Schauspielerin
- Foster, Kate (* 1985), britische Snowboarderin
- Foster, Kimberly (* 1961), US-amerikanische Schauspielerin
- Foster, Kurtis (* 1981), kanadischer Eishockeyspieler und -trainer
- Foster, Lafayette S. (1806–1880), US-amerikanischer Politiker
- Foster, Lawrence (* 1941), US-amerikanischer Dirigent
- Foster, Leroy (1923–1958), US-amerikanischer Blues-Gitarrist, Sänger und Schlagzeuger
- Foster, Lewis R (1898–1974), US-amerikanischer Drehbuchautor und Regisseur
- Foster, Lisa (* 1964), britische Schauspielerin und Programmiererin für visuelle Effekte
- Foster, Louis (* 2003), britischer Automobilrennfahrer
- Foster, Lyle (* 2000), südafrikanischer Fußballspieler
- Foster, Manisha (* 1993), britische Tennisspielerin
- Foster, Margaret D. (1895–1970), amerikanische Chemikerin und Mitarbeiterin am Manhattan Project
- Foster, Margot (* 1958), australische Ruderin
- Foster, Maria das Graças (* 1953), brasilianische Managerin
- Foster, Mark (* 1970), britischer Schwimmer
- Foster, Martin D. (1861–1919), US-amerikanischer Politiker
- Foster, Mary (1865–1960), US-amerikanische Biochemikerin und Hochschullehrerin
- Foster, Meg (* 1948), US-amerikanische SchauspielerinMeg Foster (* 1948)

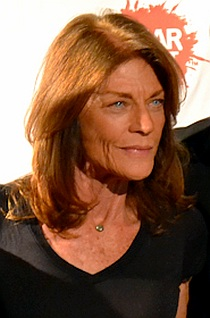
Meg Foster (* 1948)

- Foster, Michael (1836–1907), britischer Physiologe und Botaniker
- Foster, Michael, US-amerikanischer Jazz- und Improvisationsmusiker (Saxophone, Live-Elektronik)
- Foster, Michael Anthony (1939–2020), US-amerikanischer Science-Fiction-Autor
- Foster, Michael Wayne (* 1973), US-amerikanischer Schauspieler, Stuntman, Stuntkoordinator und Filmproduzent
- Foster, Michaela (* 1999), neuseeländische Fußballspielerin
- Foster, Mike (1930–2020), US-amerikanischer Politiker
- Foster, Morris (1936–2020), irischer Radrennfahrer
- Foster, Murphy J. (1849–1921), US-amerikanischer Politiker
- Foster, Myles Birket (1825–1899), britischer Zeichner, Illustrator und Maler
- Foster, Nancilea (* 1983), US-amerikanische Wasserspringerin
- Foster, Nathaniel Greene (1809–1869), US-amerikanischer Politiker
- Foster, Nick (* 1992), australischer Automobilrennfahrer
- Foster, Norman (1903–1976), US-amerikanischer Filmregisseur, Drehbuchautor sowie Schauspieler
- Foster, Norman (1924–2000), US-amerikanischer Opernsänger, Schauspieler, Filmschauspieler und Filmproduzent
- Foster, Norman (* 1935), britischer ArchitektNorman Foster (* 1935)

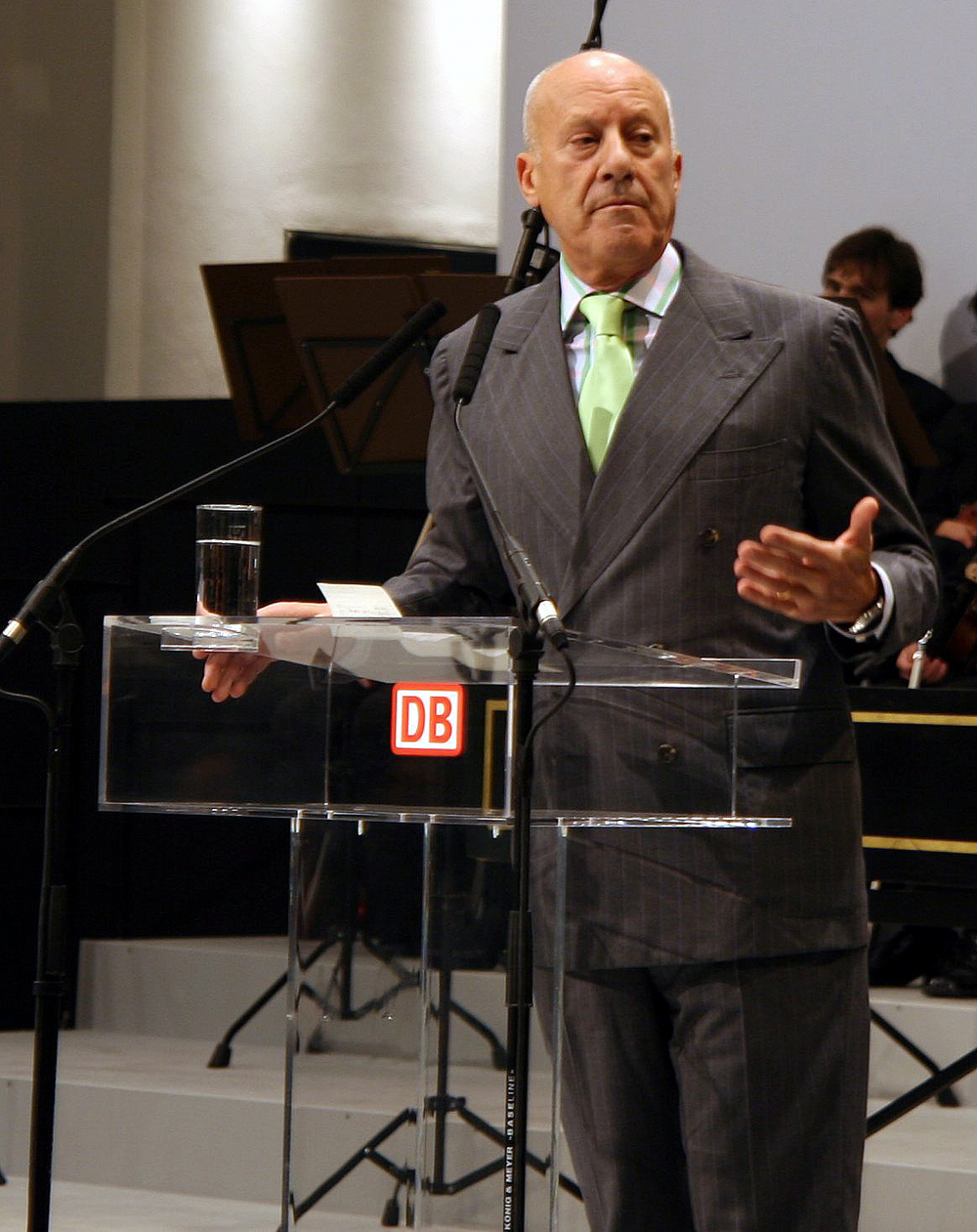
Norman Foster (* 1935)

- Foster, Norrie (* 1944), britischer Zehnkämpfer und Stabhochspringer
- Foster, O’Shanique (* 1993), US-amerikanischer Boxer
- Foster, Özgür Daniel (* 1997), türkischer Schauspieler
- Foster, Patrick (* 1977), irischer Squashspieler
- Foster, Paul (1931–2021), US-amerikanischer Schriftsteller und Theaterregisseur
- Foster, Peter (* 1960), australischer Kanute
- Foster, Peter Martin (1924–2004), britischer Diplomat
- Foster, Phoebe (1895–1975), US-amerikanische Theater- und Filmschauspielerin
- Foster, Pops (1892–1969), US-amerikanischer Jazz-Bassist
- Foster, Preston (1900–1970), US-amerikanischer Schauspieler
- Foster, R. F. (* 1949), irischer Historiker und Schriftsteller
- Foster, Radney (* 1959), US-amerikanischer Country-Sänger und Songwriter
- Foster, Reginald Thomas (1939–2020), US-amerikanischer Latinist und Ordensgeistlicher
- Foster, Reuben (* 1994), US-amerikanischer American-Football-Spieler
- Foster, Richard (1944–2018), britischer Dokumentarfilmer und Filmemacher
- Foster, Richard (* 1985), schottischer Fußballspieler
- Foster, Richard J. (* 1942), US-amerikanischer christlicher Theologe der Quäker, Pastor, Autor und Referent
- Foster, Robert (1891–1960), US-amerikanischer Schwimmer
- Foster, Robert (* 1949), US-amerikanischer Englischprofessor und Schriftsteller
- Foster, Robert Sidney (1913–2005), britischer Kolonialgouverneur
- Foster, Rodney (* 1985), US-amerikanischer Basketballspieler
- Foster, Roland (1879–1966), australischer Sänger und Musikpädagoge
- Foster, Ronald Martin (1896–1998), US-amerikanischer Ingenieur für Elektrische Netztheorie
- Foster, Ronnie (* 1950), amerikanischer Jazzmusiker (Orgel, Komposition) und Musikproduzent
- Foster, Ruth (1920–2012), US-amerikanische Schauspielerin
- Foster, Ruthie (* 1964), US-amerikanische Bluessängerin und Gitarristin
- Foster, Ryan (* 1974), austro-kanadischer Eishockeyspieler und -trainer
- Foster, Sara (* 1981), kanadisch-US-amerikanische SchauspielerinSara Foster (* 1981)
- Foster, Scott (* 1982), kanadischer Eishockeytorwart
- Foster, Scott Michael (* 1985), US-amerikanischer Schauspieler
- Foster, Sidney (1917–1977), US-amerikanischer Pianist und Musikpädagoge
- Foster, Stephanie (* 1958), neuseeländische Ruderin
- Foster, Stephen († 1458), englischer Fischhändler und Politiker, Sheriff of London, Lord Mayor of London und englischer Parlamentarier
- Foster, Stephen (1826–1864), US-amerikanischer Songwriter
- Foster, Stephen Clark (1799–1872), US-amerikanischer Politiker
- Foster, Stephen Clark (1820–1898), US-amerikanischer Politiker
- Foster, Steve (* 1957), englischer Fußballspieler
- Foster, Stuart (1918–1968), US-amerikanischer Crooner
- Foster, Susanna (1924–2009), US-amerikanische Schauspielerin
- Foster, Sutton (* 1975), US-amerikanische SchauspielerinSutton Foster (* 1975)

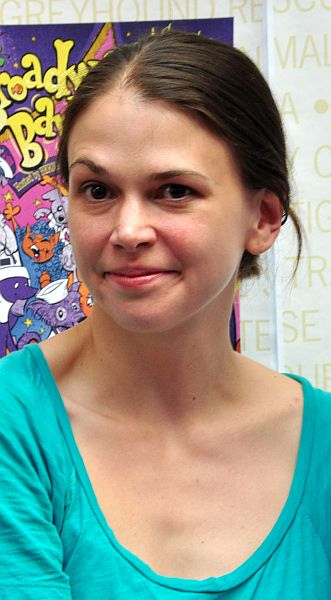
Sutton Foster (* 1975)

- Foster, Theodore (1752–1828), US-amerikanischer Politiker
- Foster, Thomas (1852–1945), kanadischer Politiker und 41. Bürgermeister von Toronto
- Foster, Thomas, US-amerikanischer Politiker
- Foster, Thomas (* 1969), österreichischer Musikproduzent und DJ
- Foster, Thomas Flournoy (1790–1848), US-amerikanischer Politiker
- Foster, Thomas Jefferson (1809–1887), amerikanischer Offizier und Politiker der Konföderierten Staaten während des Sezessionskrieges
- Foster, Tiffany (* 1984), kanadische Springreiterin
- Foster, Tim (* 1970), britischer Ruderer
- Foster, Veronica (1922–2000), kanadische Rüstungsarbeiterin
- Foster, Vince (1945–1993), US-amerikanischer Rechtsanwalt
- Foster, Walter Edward (1873–1947), kanadischer Politiker, Premierminister von New Brunswick, Senator, Sprecher des Senats
- Foster, Wendy (1937–1989), britische Architektin
- Foster, Wilder D. (1819–1873), US-amerikanischer Politiker
- Foster, William (1853–1924), britischer Tier-, Landschafts-, Porträt- und Stilllebenmaler
- Foster, William (1890–1963), britischer Schwimmer
- Foster, William P. (1919–2010), US-amerikanischer Musiker, Bandleader und Musikpädagoge
- Foster, William Wasbrough (1875–1954), britisch-kanadischer Bergsteiger, Politiker, Militär und Polizist
- Foster, William Z. (1881–1961), US-amerikanischer Politiker (CPUSA) und Gewerkschaftsführer
- Foster-Bell, Paul (* 1977), neuseeländischer Politiker
- Foster-Hylton, Brigitte (* 1974), jamaikanische Hürdensprinterin
- Foster-Williams, Andrew (* 1973), englischer Opernsänger (Bassbariton)
- Fostervold, Knut Anders (* 1971), norwegischer Fußballspieler und Radrennfahrer
- Fostervoll, Alv Jakob (1932–2015), norwegischer Politiker (Arbeiderpartiet), Minister und Fylkesmann
- Fostervoll, Kaare (1891–1981), norwegischer Politiker (Arbeiderpartiet), Minister und Rundfunkintendant
- Fosther-Katta, Anne-Suzanna (* 1998), französisch-kamerunische Weit- und Dreispringerin
- Fosti, Roman (* 1983), estnischer Leichtathlet
- Fostieris, Antonis (* 1951), griechischer Lyriker

### Fosu
- Fosu-Mensah, Timothy (* 1998), niederländischer FußballspielerTimothy Fosu-Mensah (* 1998)

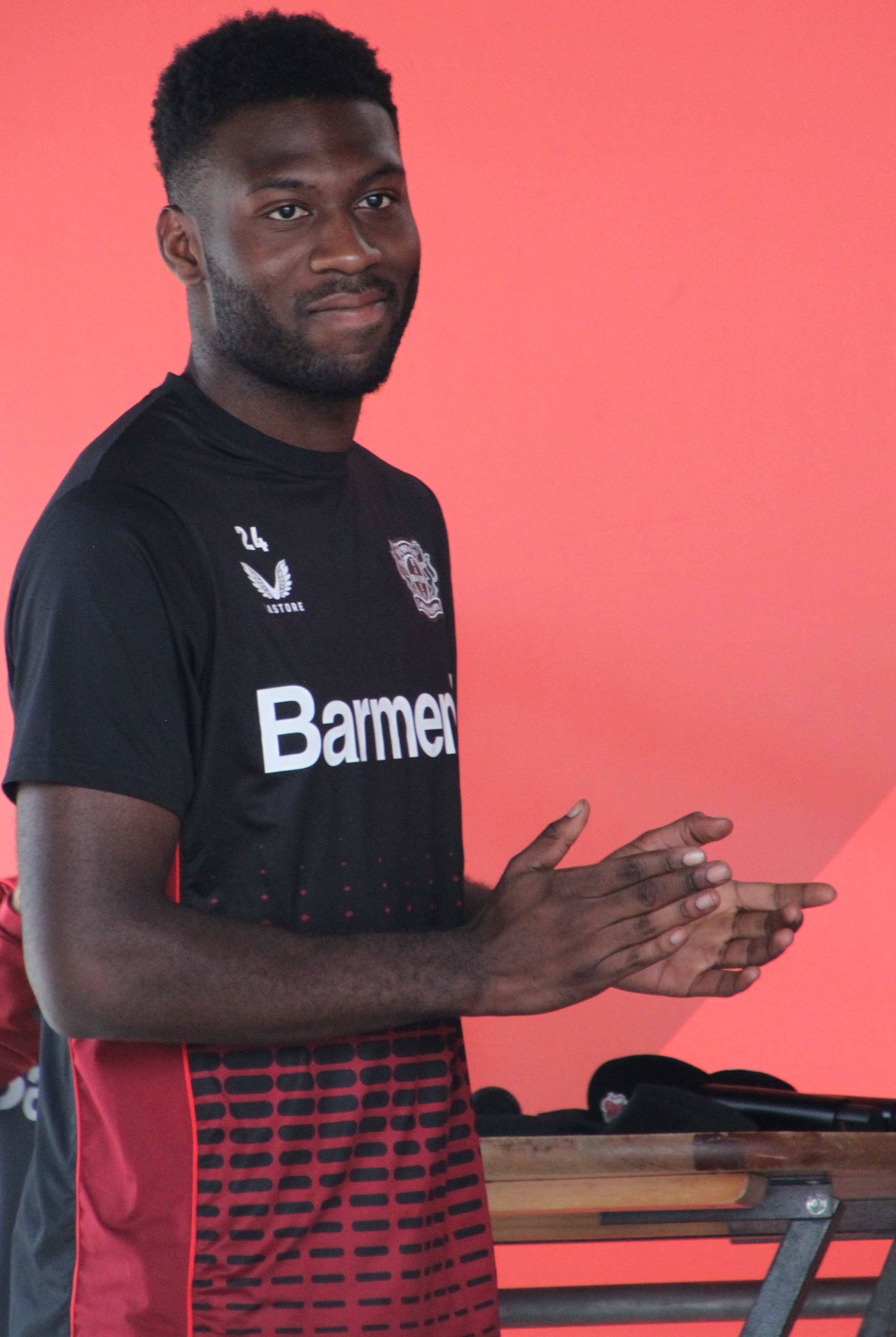
Timothy Fosu-Mensah (* 1998)